# KMSK Deinze
Koninklijke Maatschappij Sportkring Deinze, oft unter der Abkürzung KMSK Deinze genannt, ist ein belgischer Fußballverein aus der ostflandrischen Stadt Deinze.

## Geschichte
Der Klub wurde am 12. März 1926 gegründet und unter der Stamnummer 818 in das Vereinsregister des belgischen Fußballverbandes aufgenommen. In den folgenden Jahren spielte man vor allem in regionalen Meisterschaften mit. 1940 wurde wegen des Zweiten Weltkrieges der Spielbetrieb ausgesetzt, der 1946 wieder aufgenommen wurde.
Bis 1982 spielte man nur auf Provinzebene, dann gelang der Aufstieg in die Vierde Klasse/Division 4. Dort trat man bis 1992 an, ehe durch zwei erste Plätze der Durchmarsch in die Tweede Klasse/Division 2 gelang, in der man seither spielt. 1997 spielte man in der Aufstiegsrunde mit, konnte sich jedoch nicht für die Erste Division qualifizieren. In der Saison 2000/01 wurde der Abstieg nur vermieden, da dem Tabellenzweiten KV Turnhout in dem neu eingeführten Lizenzierungsverfahren die Lizenz verweigert wurde und diese stattdessen absteigen mussten.